# Platismatia
Platismatia W.L. Culb. & C.F. Culb.  (płucnik) – rodzaj grzybów z rodziny tarczownicowatych (Parmeliaceae). Z powodu współżycia z glonami zaliczany jest do porostów. W Polsce występuje tylko jeden gatunek.

## Systematyka i nazewnictwo
Pozycja w klasyfikacji według Index Fungorum: Parmeliaceae, Lecanorales, Lecanoromycetidae, Lecanoromycetes, Pezizomycotina, Ascomycota, Fungi.
Nazwa polska według Krytycznej listy porostów i grzybów naporostowych Polski.

## Gatunki
- Platismatia erosa W.L. Culb. & C.F. Culb. 1968[3]
- Platismatia formosana (Zahlbr.) W.L. Culb. & C.F. Culb. 1968[3]
- Platismatia glauca (L.) W.L. Culb. & C.F. Culb. 1968 – płucnik modry
- Platismatia herrei (Imshaug) W.L. Culb. & C.F. Culb. 1968[3]
- Platismatia interrupta W.L. Culb. & C.F. Culb. 1968[3]
- Platismatia lacunosa (Ach.) W.L. Culb. & C.F. Culb. 1968[3]
- Platismatia norvegica (Lynge) W.L. Culb. & C.F. Culb. 1968
- Platismatia regenerans W.L. Culb. & C.F. Culb. 1968[3]
- Platismatia stenophylla (Tuck.) W.L. Culb. & C.F. Culb. 1968[3]
- Platismatia tuckermanii (Oakes) W.L. Culb. & C.F. Culb. 1968[3]
- Platismatia wheeleri Goward, Altermann & Björk 2011[3]

Nazwy naukowe na podstawie Index Fungorum. Nazwa polska według W. Fałtynowicza.